# هیوم (ویرجینیا)
هیوم (به انگلیسی: Hume) یک منطقهٔ مسکونی در ایالات متحده آمریکا است که در Fauquier County واقع شده‌است.